# Plebiscyt Przeglądu Sportowego 2006
72. Plebiscyt Przeglądu Sportowego na 10 najlepszych sportowców Polski w 2006 trwał do 4 stycznia 2007. Pierwsze miejsce, podobnie jak w poprzednich dwóch edycjach, zdobyła Otylia Jędrzejczak.
Po raz pierwszy liczba nominowanych w plebiscycie sportowców została ograniczona do dwudziestu. Znalazło się wśród nich trzech pływaków, po dwóch: pięściarzy, piłkarzy, sztangistów, narciarzy i lekkoatletów, jeden gimnastyk, pięcioboistka, zawodnik Formuły 1, tenisistka, biathlonista, siatkarz oraz kajakarz.
Głosowanie możliwe było przez wysyłanie kuponów zamieszczonych w Przeglądzie Sportowym, system Audiotele i wysyłanie SMS-ów.
Gala Mistrzów Sportu, na której zostały ogłoszone wyniki plebiscytu odbyła się 6 stycznia 2007. Uroczystość poprowadzili Paulina Chylewska i Przemysław Babiarz, wspólnie z Waldemarem Malickim. Oprócz tego wystąpili: zespół Wilki, Ania Dąbrowska i Piotr Cugowski. Statuetki dla sportowców wręczali dawni mistrzowie polskiego sportu, m.in. Zbigniew Boniek, czy Ryszard Szurkowski.

## Wyniki
Miejsca zawodników spoza pierwszej dziesiątki nie zostały podane do publicznej wiadomości (kolejność w tabeli alfabetyczna).
| Miejsce | Kandydat             | Dyscyplina sportu    | Klub sportowy              | Osiągnięcia w 2006               | Liczba głosów | Wręczający statuetkę               | Uwagi                                |
| ------- | -------------------- | -------------------- | -------------------------- | -------------------------------- | ------------- | ---------------------------------- | ------------------------------------ |
| 1       | Otylia Jędrzejczak   | pływanie             | AZS AWF Warszawa           | 2x ME                            | -             | Roman Kołtoń i Robert Korzeniowski |                                      |
| 2       | Robert Kubica        | Formuła 1            | BMW Sauber                 | 1. Polak w F1 3. w GP Włoch      | -             | Ryszard Szurkowski                 | nagrodę odebrał Marcin Czachorski    |
| 3       | Sebastian Świderski  | piłka siatkowa       | Perugia Volley (Włochy)    | medal MŚ                         | -             | Waldemar Marszałek                 | nagrodę odebrał Jakub Malke          |
| 4       | Tomasz Adamek        | boks zawodowy        | -                          | MŚ WBC                           | -             | Zenon Plech                        | nagrodę odebrał Andrzej Gmitruk      |
| 5       | Tomasz Sikora        | biathlon             | Dynamit Chorzów            | 2. na IO 15km mas.               | -             | Marian Woronin                     |                                      |
| 6       | Euzebiusz Smolarek   | piłka nożna          | Borussia Dortmund (Niemcy) | udział na MŚ                     | -             | Grażyna Rabsztyn                   | nagrodę odebrał Włodzimierz Smolarek |
| 7       | Marta Dziadura       | pięciobój nowoczesny | CWKS Legia Warszawa        | MŚ ind. i druż.                  | -             | Zbigniew Boniek                    |                                      |
| 8       | Paweł Korzeniowski   | pływanie             | AZS AWF Warszawa           | ME 200m st. mot.                 | -             | Sobiesław Zasada                   |                                      |
| 9       | Marcin Dołęga        | podnoszenie ciężarów | Start Otwock               | MŚ kat. 105kg                    | -             | Leszek Drogosz                     |                                      |
| 10      | Krzysztof Włodarczyk | boks zawodowy        | -                          | MŚ IBF                           | -             | Jacek Wszoła                       |                                      |
| -       | Leszek Blanik        | gimnastyka sportowa  | MKS AZS AWFiS Gdańsk       | wicemistrz świata w skoku (2005) | -             | -                                  |                                      |
| -       | Artur Boruc          | piłka nożna          | Celtic F.C. (Szkocja)      | udział w MŚ; mistrz. Szkocji     | -             | -                                  |                                      |
| -       | Bartosz Kizierowski  | pływanie             | Polonia Warszawa           | ME 50m st. dow.                  | -             | -                                  |                                      |
| -       | Szymon Kołecki       | podnoszenie ciężarów | Start Otwock               | ME; wicemistrz świata kat. 94kg  | -             | -                                  |                                      |
| -       | Justyna Kowalczyk    | biegi narciarskie    | AZS-AWF Katowice           | 3. na IO 30km. dow.              | -             | -                                  |                                      |
| -       | Adam Małysz          | skoki narciarskie    | KS Wisła Ustronianka       | zwyc. LGP 2006                   | -             | -                                  |                                      |
| -       | Marek Plawgo         | lekkoatletyka        | Warszawianka               | wicemistrz Europy 400m ppł       | -             | -                                  |                                      |
| -       | Monika Pyrek         | lekkoatletyka        | MKL Szczecin               | wicemistrz Europy tyczka         | -             | -                                  |                                      |
| -       | Agnieszka Radwańska  | Tenis ziemny         | Nadwiślan Kraków           | zwyc. jun. Fr. Open              | -             | -                                  |                                      |
| -       | Marek Twardowski     | kajakarstwo          | Sparta Augustów            | MŚ                               | -             | -                                  |                                      |

### Pozostałe nagrody
| Kategoria                       | Nagrodzony(a)                                                                | Osiągnięcia w 2006                                                 | Wręczający statuetkę                                     | Uwagi |
| ------------------------------- | ---------------------------------------------------------------------------- | ------------------------------------------------------------------ | -------------------------------------------------------- | --- |
| Trener roku                     | Raúl Lozano                                                                  | zdobycie z reprezentacją Polski w siatkówce srebrnego medalu na MŚ | Andrzej Niemczyk                                         | nagrodę odebrał Witold Roman                                                                                        |
| Drużyna roku                    | Reprezentacja Polski w piłce siatkowej mężczyzn, wioślarska czwórka podwójna | zdobycie srebra na MŚ, MŚ                                          | Edward Skorek i Zbigniew Lubiejewski; Kajetan Broniewski | nagrodę dla siatkarzy odebrali Piotr Gruszka, Piotr Gacek i Agnieszka Gołaś (w imieniu zmarłego Arkadiusza Gołasia) |
| Niepełnosprawny sportowiec roku | Katarzyna Rogowiec                                                           | dwukrotna mistrzyni paraolimpijska z Turynu w biegach narciarskich | Tomasz Hamerlak                                          | |

## Kontrowersje
Kontrowersje wzbudziło ograniczenie liczby nominowanych w plebiscycie do dwudziestu i sam dobór kandydatów. Na liście zabrakło zawodników, którzy osiągnęli duże sukcesy w 2006, m.in. trzykrotnego mistrza świata w strzelectwie Łukasza Czapli, pływackiego mistrza Europy na basenie 50 m Sławomira Kuczko, 4-krotnej medalistki pływackich ME Katarzyny Baranowskiej, czołowych lekkoatletek świata, medalistek ME Kamili Skolimowskiej (także zwyciężczyni PŚ) i Wioletty Janowskiej (również rekordzistki świata w biegu na 2000 m z przeszkodami i liderki list światowych w biegu na 3000 m z przeszkodami), halowej wicemistrzyni świata w skoku o tyczce Anny Rogowskiej, tenisistów – deblistów Marcina Matkowskiego i Mariusza Fyrstenberga – półfinalistów Australian Open oraz najlepszych polskich siatkarzy na MŚ: Mariusza Wlazłego i Pawła Zagumnego. 